# Couret
Couret település Franciaországban, Haute-Garonne megyében. Lakosainak száma 229 fő (2022. január 1.). Couret Estadens, Ganties és Soueich községekkel határos.

## Népesség
A település népességének változása:
| Lakosok száma | 140  | 208  | 211  | 193  | 233  | 244  | 239  | 231  | 229  | 229  |
|               | 1968 | 1982 | 1990 | 2006 | 2013 | 2015 | 2017 | 2019 | 2020 | 2022 |